# 살사 베르데
살사 베르데(스페인어: salsa verde)는 멕시코의 살사이다. "초록색 소스"라는 뜻으로, 토마티요와 풋고추를 넣어 만든다.

## 종류
붉은색 소스인 살사 로하와 마찬가지로, 익힌 재료를 갈아 만드는 "살사 코시다(salsa cocida)", 구운 재료를 갈아 만드는 "살사 아사다(salsa asada)", 재료를 익히지 않고 갈아 만드는 "살사 크루다(salsa cruda)"가 있다.
- 살사 베르데 코시다(salsa verde cocida): 익힌 재료로 만든다.
- 살사 베르데 아사다(salsa verde asada): 구운 재료로 만든다.
- 살사 베르데 크루다(salsa verde cruda): 익히지 않은 재료로 만든다.

## 사진 갤러리

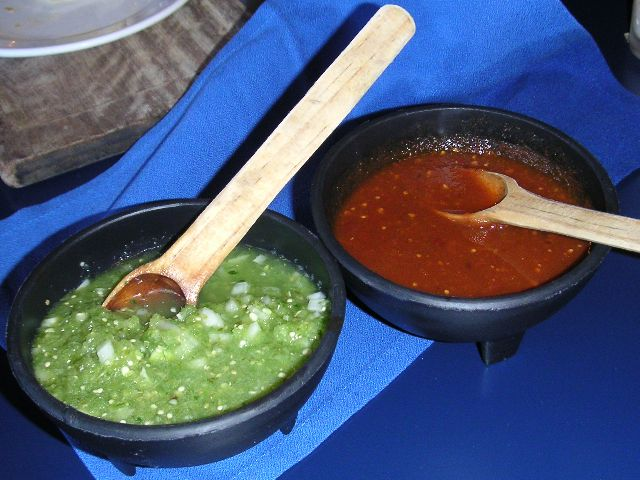
살사 베르데와 살사 로하
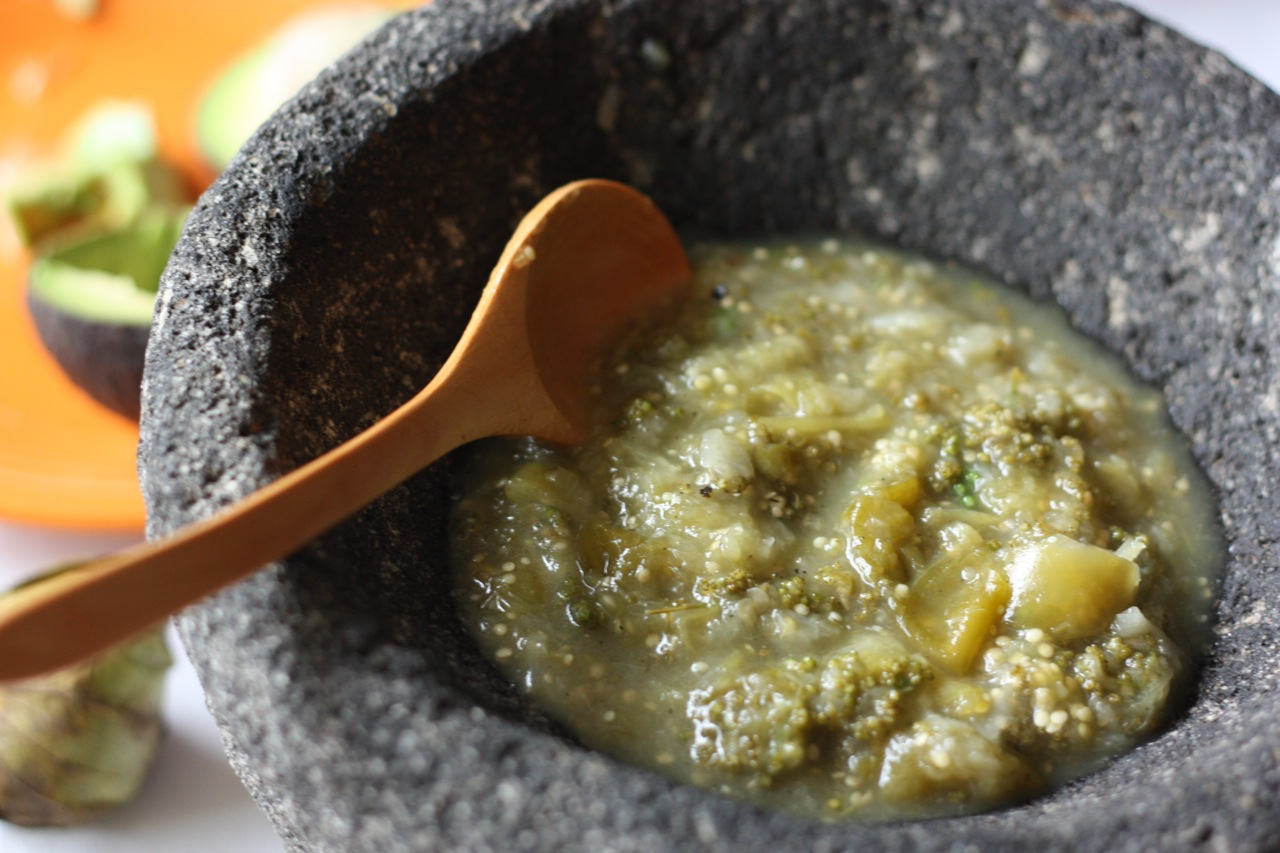
살사 베르데 코시다
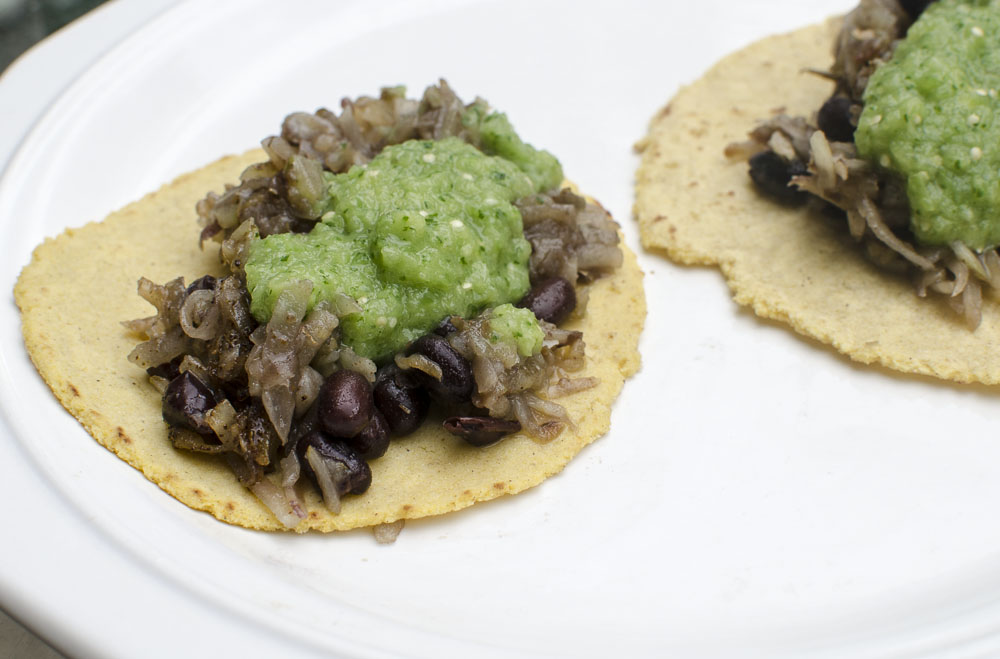
살사 베르데를 얹은 타코

## 같이 보기
- 살사 로하